# الساندرو ساولی

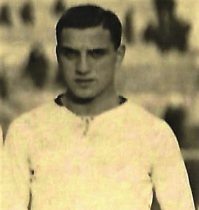
الساندرو ساولی در سال ۱۹۲۰

الساندرو ساولی (انگلیسی: Alessandro Savelli; ۲۸ مهٔ ۱۹۰۵ – ۲۱ نوامبر ۱۹۳۰) بازیکن فوتبال اهل پادشاهی ایتالیا بود.
از باشگاه‌هایی که در آن بازی کرده‌است می‌توان به باشگاه فوتبال کرمونزه، باشگاه فوتبال اینتر میلان، باشگاه فوتبال آ.ث. میلان، و باشگاه فوتبال پارما اشاره کرد.